# USS Truxtun (DDG-103)
O USS Truxtun é um destroyer da classe Arleigh Burke pertencente a Marinha de Guerra dos Estados Unidos.